# Aristaea issikii
Aristaea issikii är en fjärilsart som beskrevs av Tosio Kumata 1977. Aristaea issikii ingår i släktet Aristaea och familjen styltmalar. Inga underarter finns listade i Catalogue of Life.